# Brachymyrmex
Genre
Brachymyrmex est un genre de fourmis de la sous-famille des Formicinae. Ces fourmis sont originaires d'Afrique du Nord mais plusieurs espèces se sont dispersées à travers le monde via le commerce mondial. Ce genre est caractérisé par des antennes à 9 segments — moins que la plupart des fourmis — et le pétiole dissimulé par le gastre en vue dorsale. Ce genre a été décrit par Gustav L. Mayr en 1868.
Cette espèce[précision nécessaire] est une espèce classée invasive et donc l’élever peut être illégal, voire dangereux pour la biodiversité.

## Liste d'espèces
Selon NCBI (15 sept. 2016) :
- Brachymyrmex cordemoyi
- Brachymyrmex depilis
- Brachymyrmex heeri
- Brachymyrmex patagonicus

Selon ITIS (30 juil. 2011) :
- Brachymyrmex admotus Mayr, 1887
- Brachymyrmex antennatus Santschi, 1929
- Brachymyrmex australis Forel, 1901
- Brachymyrmex brevicornis Emery, 1906
- Brachymyrmex brevicornoeides Forel, 1914
- Brachymyrmex bruchi Forel, 1912
- Brachymyrmex cavernicola Wheeler, 1938
- Brachymyrmex coactus Mayr, 1887
- Brachymyrmex constrictus Santschi, 1923
- Brachymyrmex cordemoyi Forel, 1895
- Brachymyrmex degener Emery, 1906
- Brachymyrmex depilis Emery, 1893
- Brachymyrmex donisthorpei Santschi, 1939
- Brachymyrmex fiebrigi Forel, 1908
- Brachymyrmex flavidulus (Roger, 1863)
- Brachymyrmex gagates Wheeler, 1934
- Brachymyrmex gaucho Santschi, 1917
- Brachymyrmex giardi Emery, 1895
- Brachymyrmex goeldii Forel, 1912
- Brachymyrmex heeri Forel, 1874
- Brachymyrmex incisus Forel, 1912
- Brachymyrmex laevis Emery, 1895
- Brachymyrmex longicornis Forel, 1907
- Brachymyrmex luederwaldti Santschi, 1923
- Brachymyrmex melensis Zolessi, Abenante & Gonzalez, 1978
- Brachymyrmex micromegas Emery, 1923
- Brachymyrmex minutus Forel, 1893
- Brachymyrmex modestus Santschi, 1923
- Brachymyrmex musculus Forel, 1899
- Brachymyrmex myops Emery, 1906
- Brachymyrmex obscurior Forel, 1893
- Brachymyrmex oculatus Santschi, 1919
- Brachymyrmex patagonicus Mayr, 1868
- Brachymyrmex physogaster Kusnezov, 1960
- Brachymyrmex pictus Mayr, 1887
- Brachymyrmex pilipes Mayr, 1887
- Brachymyrmex santschii Menozzi, 1927
- Brachymyrmex tristis Mayr, 1870